# Thales Training & Simulation
 (mars 2022).
 (août 2016).
Si vous disposez d'ouvrages ou d'articles de référence ou si vous connaissez des sites web de qualité traitant du thème abordé ici, merci de compléter l'article en donnant les références utiles à sa vérifiabilité et en les liant à la section « Notes et références ».
Thales Training & Simulation est une entreprise de développement de simulateurs pour la formation et l’entraînement au profit d’applications civiles et militaires.
Thales Training & Simulation fournit des systèmes de formation et d’entraînement, civils et militaires. Elle est principalement présente en France et en Grande-Bretagne. En France, elle est issue de Thomson Training & Simulation, devenue dans les années 2000 Thales Training & Simulation sous la forme d'une SAS. Elle est filiale de Thales Services et dépend opérationnellement de Thales Avionics. Thales Training & Simulation a été absorbé par Thales Avs France le 1er janvier 2018.

## Historique
Thales commence la simulation en 1957 à travers la société Le Matériel Téléphonique (LMT), à Boulogne qui est acquise en 1976 par Thomson CSF pour ses activités téléphoniques.
Il s’agissait pour l’armée de l’air française de se préparer à l’arrivée des premiers Mirage III en se dotant des moyens de formation adaptés. Des Mirage III, puis des Mirage 5, mais aussi d’autres types d’avion comme des Étendard pour l’Aéronavale. Des simulateurs proposés à l’export, la Suisse, le Pakistan, le Pérou, l’Afrique du Sud.
Ces moyens furent le simulateur, analogique à l’époque. La société LMT apportait une structure industrielle crédible et durable pour assurer la production et le support d’un produit innovant conçu dans une petite structure, par la société Giravion Dorand.  
Avec le début d’une diversification avec des simulateurs de chars, eux aussi analogiques, qui deviendront une référence en ce domaine.[réf. nécessaire]
Par la suite, cette activité se déplace[Quand ?] à Montrouge, où elle restera jusqu’en 1973.
Montrouge voit se profiler[Quoi ?] en 1965 la « révolution numérique » à travers un simulateur d’étude du Concorde. A dire vrai[style à revoir], un simulateur hybride, la boucle de vol continuait à tourner sur une calculatrice analogique. Les calculateurs de l’époque n’auraient pas su résoudre ces équations « en temps réel ».
Ce sera un simulateur de Transall en 1969 et un premier simulateur de SA330 équipé d’un visuel « camera maquette »[Quoi ?]. Une toute première incursion dans le monde du simulateur civil avec un entraineur de Caravelle, les premiers simulateurs de Mirage F1 pour la France et pour l’export (Libye, Koweït, Maroc). Le simulateur de F1 installé au Maroc sur la base aérienne de Sidi Slimane ancienne base française (dissoute en 1959) a depuis été remis à jour en 2012 comme 27 appareils de la force aérienne royale du Maroc.
En 1973, c’est l’ouverture de Trappes, un établissement spécialement conçu pour héberger cette activité Simulateur.
Un premier simulateur d’A300 en 1973 pour le centre d’entrainement d’Airbus à Toulouse (Aeroformation). Il sera suivi en 1976 d’un tir groupé (les A300 Eastern Airline, SAS et Thaï) début d’une lignée d’A300 qui durera jusqu’à 1984. La plupart destinés à l’export.
Un simulateur de Concorde et plus rare, celui du Mercure, un avion construit par Dassault qui préfigure l'A320.
Le premier simulateur de centrale nucléaire en 1975 ; il sera installé au Bugey. Il sera suivi d’une série d’autres pour l’export (Afrique du Sud, Brésil).
Les produits traditionnels (avions et chars) ne sont pas en reste. Des AMX pour l’armée de terre française, des F1 à l’export (Maroc, Grèce, Espagne, Jordanie, Équateur), des Alphajet pour la France mais aussi à l’export (Belgique, Maroc), des Super Étendard (France et Argentine), des entraineurs à la navigation (hélicoptère, avion).
Avec ces commandes, l’établissement de Trappes avec près de 600 personnes est saturé. Ce sera l’occupation dans l’établissement de Cergy à partir de mi-1978, de surfaces libérées par une activité téléphonique en déclin. 
Dès lors, l’architecture de l’activité Simulation est fixée. L’établissement de Trappes sera dédié simulateurs d’avions civils (des A320 en nombre, des A330/340, des ATR), l’établissement de Cergy prenant à sa charge « tout le reste » (beaucoup de centrales nucléaires, des Mirage 2000, pour la France et pour l’export, des chars à l’export, des Jaguar pour l’Inde, des systèmes[Quoi ?], des hélicoptères intégrés à Trappes car conçus sur une architecture avec un débattement de type avions civils, etc.).
Cette spécialisation restera en vigueur jusqu’en 1996, année de la fermeture de l’établissement de Trappes, conséquence du transfert de l’activité Simulateurs d’avions civils à Crawley en Angleterre.
Une période transitoire s’ouvre, qui voit la réalisation de quelques simulateurs civils à Cergy. Elle ne changera pas la donne. L'activité avion civil s’arrête définitivement en France en 1998, et en Angleterre en 2012 par la vente de cette activité à l’américain L3COM, présent dans la simulation militaire.
Cet épisode vient « conclure » une suite de tentatives de croissance externe destinée à l’acquisition d’une taille mondiale, tentatives qui conduiront à l’acquisition d’une entreprise américaine en 1984 (Burtek, revendu depuis) et de deux entreprises anglaises, Link Miles en 1989 (installée à Lancing et regroupée avec Crawley en 1995) et Rediffusion en 1994 (installé à Crawley).  
Le 1er janvier 2018, Thales Avs France absorbe Thales Trainging & Simulation.

## Principales données sociales
Sur l'année 2015 elle réalise un chiffre d'affaires de 82 707 500 EU. Le total du bilan a augmenté de 13,80 % entre 2014 et 2015.
Thales Training & Simulation regroupe à travers le monde 950 collaborateurs dont environ 500 sur son site français à Osny (Val-d'Oise).